# Вулиця Гостомельська (Львів)
Ву́лиця Гостомельська — вулиця у Залізничному районі міста Львова, в місцевості Сигнівка. Сполучається з вулицями Чорнобаївською та Солом'янкою. Розташована в межах Скнилівського парку.

## Історія
Вулиця прокладена на початку 1960-х років. Назва вулиці походила від найменування російського регіону — Дагестан. 
Вулиця Дагестанська входила до переліку з 53-х вулиць Львівської МТГ, які під час процесу дерусифікації топоніміки було заплановано перейменувати. В онлайн-голосуванні, яке тривало з 8 по 21 червня 2022 року на сайті Львівської міської ради найбільшу кількість голосів одержав варіант — вулиця Гостомельська, на честь смт. Гостомель Бучанського району Київської області. 30 червня 2022 року депутати Львівської міської ради підтримали пропозицію щодо перейменування вулиці Дагестанської на вулицю Гостомельську.

## Забудова
Забудова вулиці Гостомельської садибна 1980—2010-х років.